# Adabraka
Adabraka est une ville de l'Assemblée municipale de Korley Klottey, une municipalité de la région du Grand Accra au Ghana,.

## Éducation
Adabraka est connue pour le lycée O'Reilly,. L'école est une institution de second cycle qui a déménagé en 2010 à Okpoi Gonno à Teshie-Nungua,,.

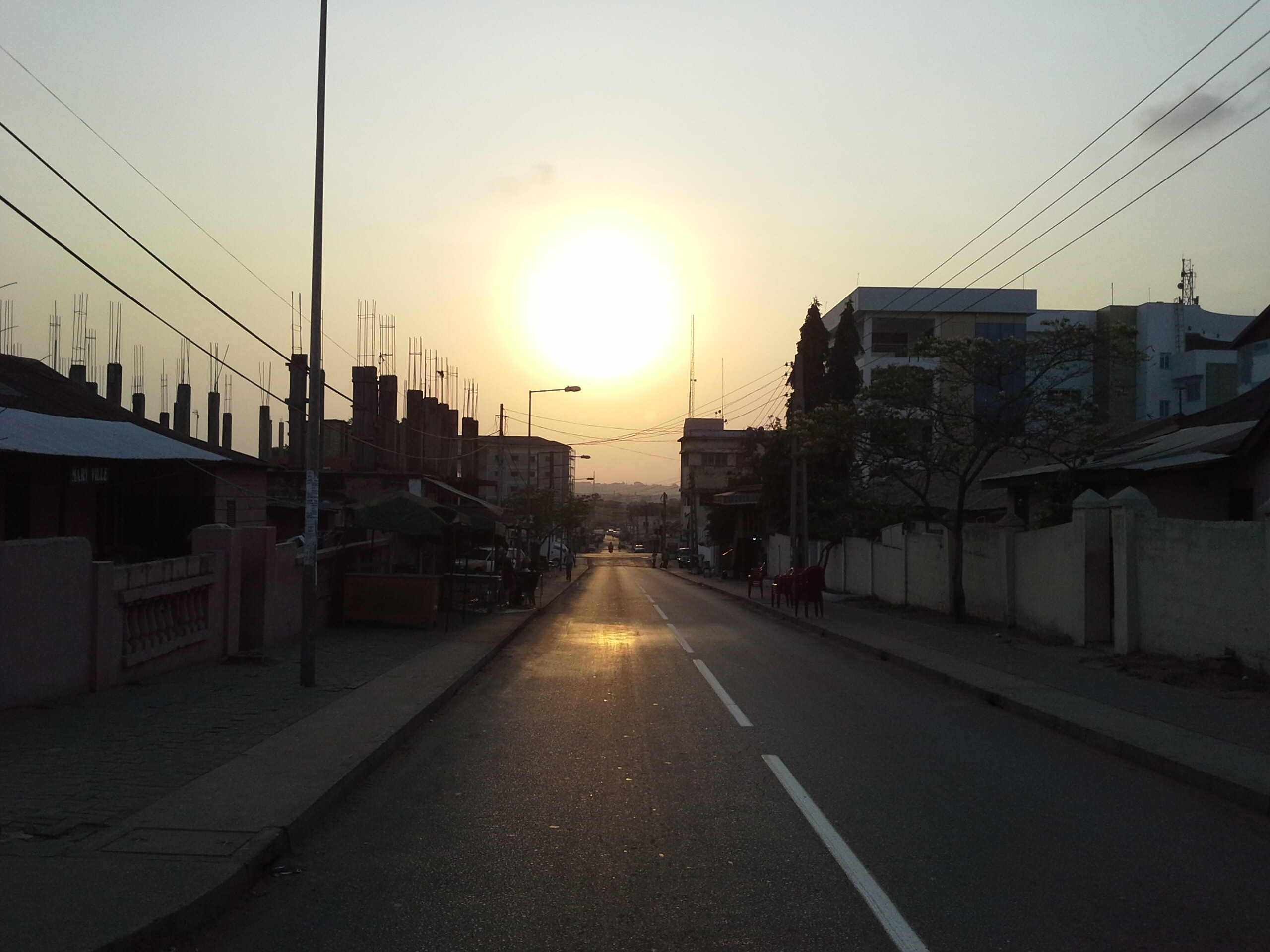
Rue montrant le soleil se reflétant sur la rue d'Adabraka

La ville abrite quatre établissements d'enseignement supérieur ; le Collège universitaire africain de communication (AUCC), l'Institut des langues du Ghana (GIL), l'Institut catholique de commerce et de technologie (CIBT) et le campus de la ville d'Accra de l'Université du Ghana.

## Soins de santé
L'hôpital psychiatrique d'Accra est situé à Adabraka. Adabraka possède également une polyclinique appelée Adabraka Polyclinic, qui se trouve juste en face de l'hôpital psychiatrique d'Accra. Le centre de réadaptation d'Accra est également situé à Adabraka, le long de Barnes Road.